# Après toi
Après toi – utwór greckiej piosenkarki Vicky Leandros napisany przez Klausa Munro, Yves'a Desskę i Mario Panasa, wydany jako singel w marcu 1972 roku oraz umieszczony na płycie studyjnej artystki o tym samym tytule.
W 1972 roku utwór reprezentował Luksemburg w 17. Konkursie Piosenki Eurowizji organizowanym w Edynburgu. 25 marca został zaprezentowany w finale widowiska jako przedostatni, siedemnasty w kolejności i ostatecznie zajął pierwsze miejsce po zdobyciu 128 punktów, w tym m.in. najwyższej noty dziesięciu punktów (dwa razy po pięć punktów) od jurorów z Wielkiej Brytanii i Jugosławii. 
Oprócz francuskojęzycznej wersji singla piosenkarka nagrała także utwór w kilku innych językach: w niemieckim („Dann kamst du”), angielskim („Come What May”), hiszpańskim („Y después”), greckim („Mono esi”), włoskim („Dopo te”) i japońskim („思い出 に 生きる”; Omoide ni ikiru). Oprócz tego piosenka została nagrana także przez innych artystów w wielu innych językach: po polsku („Czemu trwa” w wykonaniu Zofii Szumer), czesku („Jak mám spát” Heleny Vondráčkovej), słowacku („Keď si sám”), fińsku („Rakastan – saavuthan”), serbsku („Posle tebe”), szwedzku („Vad än sker”), turecku („Aşk mı bu”), niderlandzku („Als ik ga”), duńsku („Kom til mig”) i norwesku („Etter deg”).

## Lista utworów
7" winyl:
1. „Après toi” – 2:30
2. „La poupée, le prince et la maison” – 2:47

## Notowania na listach przebojów
| Kraj       | Lista (1972)              | Najwyższe miejsce |
| ---------- | ------------------------- | ----------------- |
| Belgia     | Singles Top 50 (Flandria) | 1                 |
| Holandia   | Singles Top 40            | 1                 |
| Szwajcaria | Singles Top 75            | 1                 |
| Norwegia   | Singles Top 20            | 2                 |
| Niemcy     | Singles Top 100           | 11                |